# Maurice Papon
Maurice Papon (ur. 3 września 1910 w Gretz-Armainvilliers, zm. 17 lutego 2007 w Pontault-Combault) – francuski polityk, w latach 40. XX w., w czasie rządów Vichy sekretarz generalny prefektury w Bordeaux, jeden z najbardziej znanych francuskich kolaborantów współpracujących z nazistami.
Był odpowiedzialny za deportacje do obozu koncentracyjnego w Drancy pod Paryżem ponad 1500 Żydów z rejonu Bordeaux. Deportacje te Papon nadzorował na polecenie Niemców w latach 1942–1944.
Współpracował z ruchem oporu. Po II wojnie światowej m.in. był prefektem kilku departamentów, wysokim urzędnikiem w rządach Charles’a de Gaulle’a oraz konserwatystów, szefem paryskiej policji, parlamentarzystą i merem, a nawet w latach 70. piastował urząd ministra finansów. Za zasługi dla państwa został odznaczony Legią Honorową. 
Jako szef policji paryskiej w 1961 roku wydał decyzje o krwawym stłumieniu demonstracji Algierczyków, protestujących przeciwko wprowadzeniu godziny policyjnej (zob. masakra paryska).
Prawda o przeszłości wojennej Papona wyszła na jaw w 1981 na łamach satyrycznej gazety „Le Canard enchaîné”. Opublikowano tam obciążające go dokumenty dotyczące jego działalności kolaboranckiej w czasie wojny. W 1997 został oskarżony o zbrodnie przeciwko ludzkości. W 1998 skazano go na 10 lat pozbawienia wolności. Był to jeden z najgoręcej dyskutowanych procesów i wyroków we Francji oraz okazja do rozrachunku Francji z jej wojenną przeszłością.
18 września 2002 92-letni Papon ze względu na chorobę serca został zwolniony z więzienia. Zmarł 17 lutego 2007 w klinice pod Paryżem (Pontault-Combault) w wieku 96 lat. Pomimo oficjalnego odebrania odznaczenia, został pochowany z insygniami Komandora Legii Honorowej, co wzbudziło burzliwą dyskusję we francuskiej przestrzeni publicznej.